# Сефы
Сефы, лат. Saefes — один из кельтских народов Иберского полуострова, носитель ранней гальштатской культуры. Изначально сефы обитали на территории современной Чехии и Германии, а позднее переселились в Иберию. Согласно «Кельтской энциклопедии», сефы переселились через Пиренеи в VI в. до н. э. вместе с племенем кемпсов (Cempsi), хотя, по мнению Х. Х. Тардио, это переселение произошло на полтысячелетия раньше.
В Иберии они расселились по нескольким регионам, в основном горным. Часть поселилась вдоль Бискайского залива и верховьях реки Эбро; большая часть расселилась, вместе с другими племенами гальштатской культуры, вдоль реки Дуэро от Нуманции до самого Атлантического океана; часть расселилась близ кемпсов вдоль южного побережья до Тахо.
Греки называли территорию, где жили сефы, Ophiussa; римляне, в частности, Авиен, тоже использовал это название. Согласно «Кельтской энциклопедии», финикийский текст VI в., на который ссылался Авиен, говорил, что сефы вытеснили народ под названием Osismii; Мартин Тардио указывает, что сефы покорили эстримниев, о чём писал Авиен.